# Пардис
Пардис (перс. پردیس‎) — город на севере Ирана, в остане Тегеран. Административный центр одноимённого шахрестана и бахша Меркези.

## География
Город находится в центральной части остана, на расстоянии приблизительно 13 километров (по прямой) к востоку от Тегерана. Абсолютная высота — 1848 метров над уровнем моря.

## Население
По данным переписи 2006 года население города составляло 25 360 человек (13 474 мужчины и 11 886 женщин). В Пардисе насчитывалось 7228 домохозяйств. Уровень грамотности населения составлял 88,8 %. Уровень грамотности среди мужчин составлял 89,3 %, среди женщин — 88,1 %.
В 2016 году в городе имелось 23 938 домохозяйств и проживало 73 363 человека (36 933 мужчины и 36 430 женщин).